# 石統
石统（?—?），字弘绪，西晋渤海郡南皮县人，石苞第三子。
石苞死后，乐陵公的爵位由石统继承，石统官至射声校尉、大鸿胪。其子石顺，担任尚书郎。石统死后，乐陵公的爵位由石统从孙石演继承，西晋灭亡之前，乐陵公国的爵位断绝。